# Theodotos av Bysans
Theodotos av Bysans var en förfäktare av adoptianismen och antitrinitarismen. Theodotos, garvare till yrket, exkommunicerades någon gång i slutet av 100-talet på grund av sin uppfattning att Kristus inte var Guds son. Han menas ha förespråkat tanken att Jesus visserligen i någon mening fötts genom den Helige Ande, och med en särskild form av dygd, men att han ytterst ändå var enbart människa.